# Margit Bernhardt
Margit Bernhardt, född Döring 1897, var en tysk konståkerska. Hon deltog i damernas konståkning vid olympiska vinterspelen 1928.